# دانيال جيرالدو
دانيال جيرالدو (بالإسبانية: Daniel Giraldo) هو لاعب كرة قدم كولومبي في مركز لاعب ارتكاز ‏، ولد في 1 يوليو 1992 في مدينة كالي في كولومبيا.

## وصلات خارجية
- دانيال جيرالدو على موقع قاعدة بيانات كرة القدم.إي يو (الإنجليزية)
- دانيال جيرالدو على موقع Soccerway.com (الإنجليزية)
- دانيال جيرالدو على موقع AS.com (الإسبانية)